# Cares (rivière)
Pour les articles homonymes, voir Cares.
La rivière Cares est une courte rivière de montagne de 54 km du nord de l'Espagne, qui coule dans la province de León puis dans la communauté autonome des Asturies. C'est un affluent de la rivière Deva, une rivière qui débouche sur la mer Cantabrique en formant la ría de Tina Mayor, qui constitue la frontière naturelle entre les Asturies et la Cantabrie.

## Description

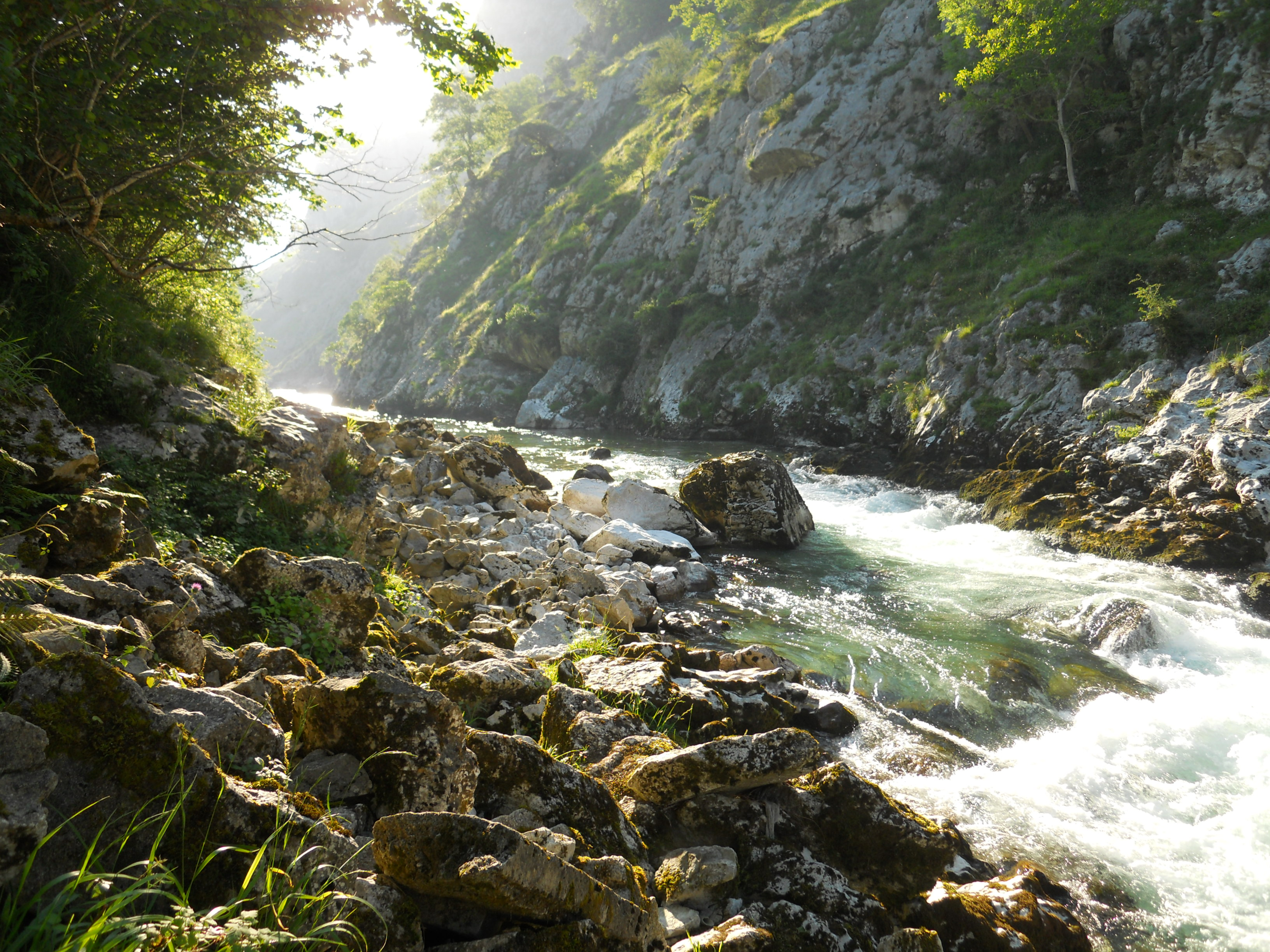
Coucher de soleil sur la rivière Cares.

La rivière Cares naît dans le massif des pics d'Europe sur les hauteurs de la bourgade de Posada de Valdeón, résultant de divers ruisseaux. Puis elle coule sur sa partie centrale (de Caín de Valdeón jusqu'à Poncebos) dans une gorge spectaculairement profonde et escarpée appelée "La Garganta divina" (La Gorge divine) ou "Garganta del Cares", rendue célèbre par la construction du sentier du Cares. En effet, un canal captant les eaux du Cares à Caín de Valdeón a été construit au début du XXe siècle, entre 1917 et 1921, pour alimenter la centrale hydroélectrique de Camarmeña-Poncebos. Le canal est majoritairement souterrain, creusé dans des tunnels sous la montagne grâce à des travaux titanesques ayant impliqué 500 ouvriers, et le sentier du Cares, d'abord simple chemin étroit et au parcours compliqué en 1921, puis large chemin au parcours aisé et peu pentu en 1950 après des travaux qui ont duré 5 ans, est en fait le sentier d'entretien du canal. Mais l'aspect extraordinaire de la gorge aux précipices dangereux a aujourd'hui converti le chemin, d'usage d'abord industriel, en grande attraction touristique pour les randonneurs, même si son parcours mesure 24 km aller et retour.
De son origine dans les montagnes environnantes de Posada de Valdeón jusqu'à Poncebos, le Cares est situé dans des zones rurales très reculées et difficilement accessibles de haute montagne et dans une zone aride et désertique dans la Gorge divine.
Après Poncebos, le Cares poursuit son parcours vers le nord et la mer Cantabrique dans des vallées elles aussi étroites et encaissées, mais le long de la route AS 264 qui va jusqu'à Las Arenas puis la route AS114 en direction de Panes. Enfin, le Cares se jette dans le Deva sur la commune de Panes, près de la bourgade de Abandames, au détour du Défilé de la Hermida (Desfiladero de la Hermida), puis le Deva se jette dans la mer quelques kilomètres plus loin près de Bustio et Unquera, formant la Ría de Tina Mayor.

Deux barrages ont été aménagés sur le Cares : celui de Caín de Valdeón qui sert de captage et de point de départ pour le canal, et celui de la centrale hydroélectrique de Camarmeña-Poncebos.

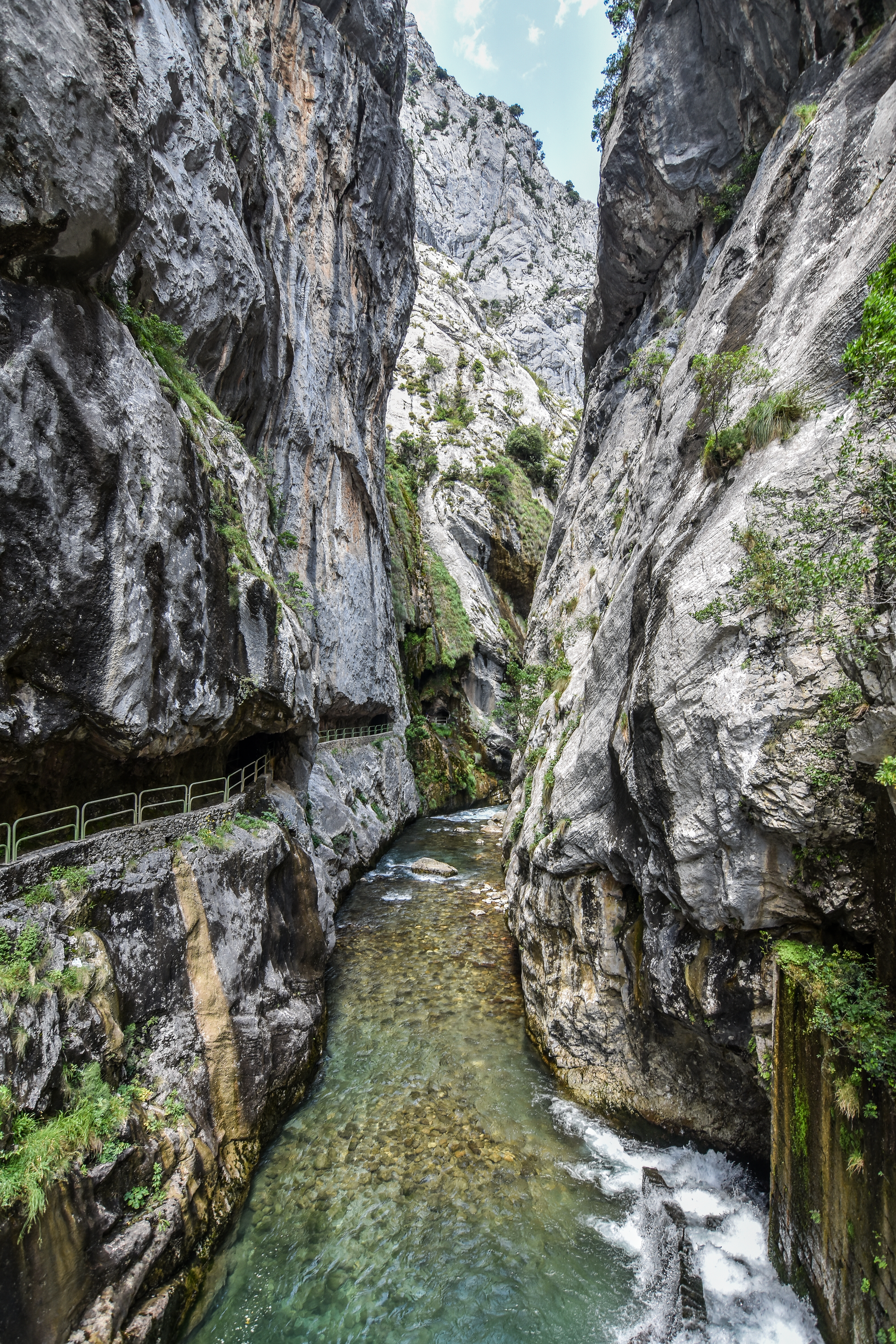
La rivière dans les gorges.
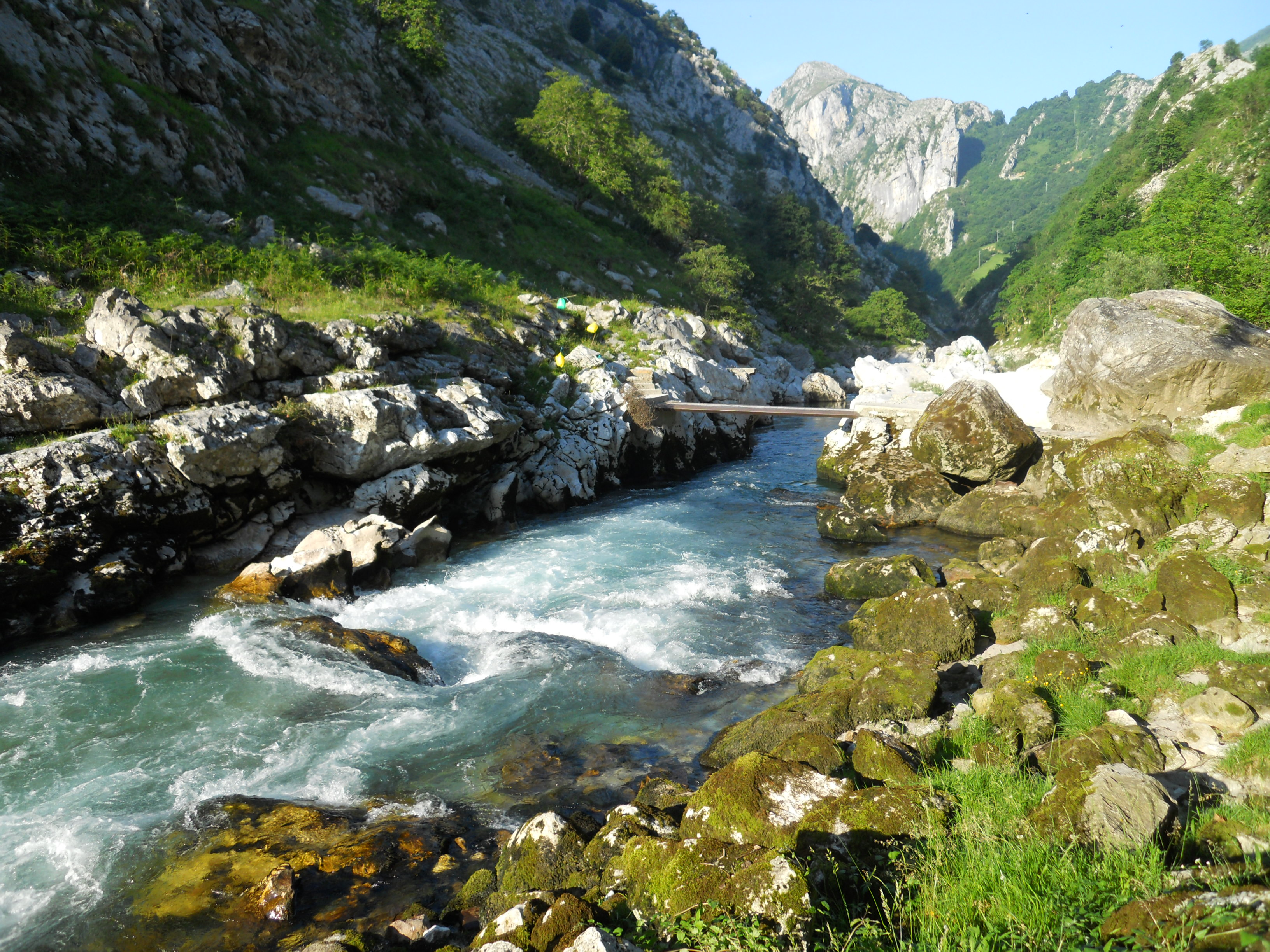
La rivière à Cabrales.
La rivière dans les pics d'Europe.

## Caractéristiques générales
Naissance
- Posada de Valdeón, cordillère Cantabrique (province de León, à 1 600 m d'altitude à la confluence de divers ruisseaux).

EmbouchureRivière Deva, à la hauteur de Vega de Llés.
Longueur
- 54 km (19 km dans la province de León et 33 km dans les Asturies).

Affluents (affluents principaux en gras)
- Riega Brañueca
- Río de las Brañas
- Arroyo Cable
- Arroyo Argoya
- Riega de los Medianos
- Arroyo de Arriba dans la bourgade de Caldevilla de Valdeón
- Riega Juan Porquera dans la bourgade de Soto de Valdeón
- Río a Blanosa dans la bourgade de Soto de Valdeón
- Riega de la Hoz
- Río Arenal dans la bourgade de Posada de Valdeón
- Riega Rijolles
- Riega Pombero
- Riega Sebastián
- Riega de Asotín
- Arroyo Mermejo
- Río Peguera
- Riega la Peguera
- Riega Llambrialones dans la bourgade de Caín de Valdeón
- Fuente Fría
- Riega las Párvulas
- Riega del Saigu
- Río Tejo dans la bourgade de Poncebos, qui vient de Bulnes et se jette dans le Cares près du Pont de la Jaya, au départ du sentier du Cares
- Río Duje qui vient de Tielve
- Canal de la Pártida
- Reguero las Caldas
- Reguero de la Cojita
- Riega del Osil
- Río Pradón
- Reguera Ruseco
- Río Casaño dans la bourgade de Las Arenas
- Riego del Vado Bano
- Fuente Miñances
- Riega de la Dehesa
- Riega de la Tajadura dans la bourgade de Mildón
- Riega Jano
- Río Rubó près de la bourgade de Trescares
- Río Boluga près de la bourgade de Mier
- Río Besnes
- Arroyo Rubena
- La Vandaliega
- Arroyo la Cova

Bourgades traversées
- dans la province de León : Caldevilla de Valdeón, Soto de Valdeón, Posada de Valdeón, Los Llanos de Valdeón, Cordiñanes de Valdeón et Caín de Valdeón
- dans la province des Asturies : Poncebos, Las Arenas, Trescares et Mier

## Activités
Le Cares comme le Deva sont des réserves de pêche au saumon entre fin avril et la mi-juin.
Les deux rivières sont également populaires pour la descente en canoë, en particulier les mois d'été.